# Чжан Байчунь
Чжан Байчунь (кит. 张百春, род. 17 мая 1965 года, Хэйлунцзян) — китайский философ, переводчик, специалист в области русской религиозной философии. Профессор Пекинского педагогического университета.

## Биография
Чжан Байчунь родился 17 мая 1965 года в Хэйлунцзянь. В 1982—1986 годах учился в Харбинском педагогическом университете на математическом факультете, после окончания университета (1986) Чжан Байчунь поступил в аспирантуру. В России окончил аспирантуру философского факультета Ленинградского государственный университета; годы учёбы в аспирантуре — 1988—1993. Защитил кандидатскую диссертацию на тему «Проблема существования в философии и науке».
По возвращении в Китай с 1994 года работал в Китайском нефтяном университете. Чжан Байчунь — доцент (с 1995 года), профессор с 2000 года.
Научные интересы Чжан Байчуня: русская философия и культура, православие, сравнительное исследование русской и китайской культуры.
В Москве Чжан Байчунь с октября 1996 года по июль 1997 года был на стажировке в Академии нефти и газа им. Губкина и одновременно прослушал два цикла лекций в Московском государственном университете; в 2001 году Чжан Байчунь стажировался в Институте философии РАН.
С 2002 года Чжан Байчунь работает в Пекинском педагогическом университете — профессором философского факультета, заведующий кафедрой религиоведения. Чжан Байчунь является руководителем центра по изучению русской культуры при Пекинском педагогическом университете. Российские учёные в 2006 году приняли участие в международной конференции на тему: «Русская культурная традиция и современность», которая была организована этим центром.
Чжан Байчунь читает курсы для студентов: история науки, религиоведение, история христианства, социология религии, религия и культура; для аспирантов: русский язык, русская философия, вопросы философии религии и другие.
С 2004 года Чжан Байчунь приглашает в Пекинский педагогический университет философов из России для чтения лекций, среди которых были известные учёные: В. С. Стёпин, В. А. Лекторский, В. Г. Буров, В. В. Сербиненко, С. С. Хоружий и др.
Профессор Чжан Байчунь принимал участие в Международном форуме «Диалог цивилизаций» на острове Родос (Греция) в 2005, 2006, 2008 годы.
В городе Красноярске в 2011 году в Сибирском федеральном университете прочёл курс лекций на русском языке.
Чжан Байчунь — доктор философии, профессор Пекинского педагогического университета приехал весной 2012 года в Хабаровск с циклом лекций по истории китайской философии, культуры и цивилизации по приглашению руководства Тихоокеанского государственного университета и выступил перед преподавателями и учащимися Хабаровской духовной семинарии. Он прочёл на русском языке лекции на темы «Религиозные элементы в китайской культуре», «Христианство в Китае» и «Православие в Китае».
В 2012 году Нижнем Новгороде Чжан Байчунь был участником VI Российского философского конгресса, он выступал на секции «Истории русской философии» с докладом «Трактовка веры в философии Н. А. Бердяева».
В 2022 году Чжан Байчунь был избран иностранным членом Российской Академии Наук по специальности "Философия".
Является автором ряда статей на русском языке: Национальные идеи России и Китая // Китай в диалоге цивилизаций. М., 2004, и др.
Профессор Чжан Байчунь — переводчик на китайский язык сочинений Н. А. Бердяева, В. С. Соловьёва, В. В. Розанова, Л. И. Шестова и многих статей современных русских философов.

## Публикации
Монографии на китайском языке
- Современная православная богословская мысль: русское православное богословие (2000, 2006),
- История религий в России(в соавт.): В 2 т. (2007),
- Дух дышит, где хочет: изучение религиозной философии Бердяева Н. А. (2011).

Переведённые на китайский язык книги русских философов
- Соловьёв В. С. Чтение о богочеловечестве (1999, 2003),
- Розанов В. В. Легенда о Великом Инквизиторе (2002, 2007),
- Книги Бердяева Н. А.
- О назначении человека. Опыт парадоксальной этики (2000, 2007),
- О рабстве и свободе человека. Опыт персоналистической философии (2002),
- Опыт эсхатологической метафизики. Творчество и объективация (2003),
- Дух и реальность. Основы богочеловеческой духовности (2002),
- Экзистенциальная диалектика божественного и человеческого (2007),
- Хоружий С. С. Синергийная антропология и русская философия. Лекции Хоружего С. С. в Пекинском педагогическом университете (2010).

Статьи на русском языке
- Национальные идеи России и Китая // Китай в диалоге цивилизаций. 2004. — С. 614—620.
- Культурный фон молодёжного образования сравнение ситуаций в Китае и России // Вестник. Мировой Общественный Форум. Диалог цивилизаций. Россия. — 2006.
- Китайская философия в эпоху глобализации // Глобалистика. Международный энциклопедический словарь. 2006. — С. 407.
- Изучение русской культуры в Китае // Вестник РФО, № 1. — 2007. — С. 83—88.
- О трагедии русской религиозной философии // Вопросы философии. № 5. — 2007.

## Награды
- Медаль Пушкина (1 марта 2013 года, Россия) — за большой вклад в укрепление дружбы и сотрудничества с Российской Федерацией, развитие научных и культурных связей[3] (награда была вручена послом Российской Федерации в КНР А. И. Денисовым 23 июля 2013 года)[2][4].